# Trans TV
Trans TV (Televisi Transformasi Indonesia) is een Indonesische nationale televisiezender in Zuid-Jakarta. De zender is eigendom van Chairul Tanjung.
Op 15 december 2001 om 19:30 uur 's avonds plaatselijke tijd begon de zender met uitzenden. Chairul Tanjung werd benoemd als de Chief Executive Officer en Ishadi Soetopo Kartosapoetro werd benoemd als de president directeur. Het station is vergelijkbaar met andere commerciële zenders; met nieuws, films, dramaseries, verschillende shows en kinderprogramma's.

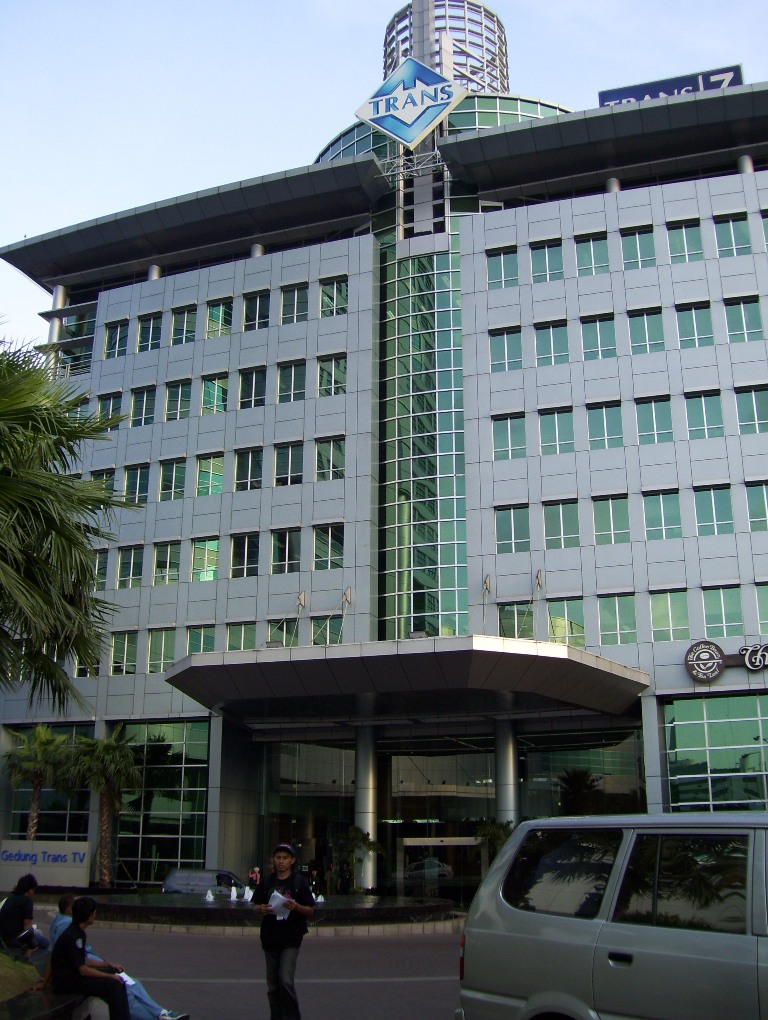
Gedung Trans TV